# Näbbmöss
Näbbmöss (Soricidae) är en familj i ordningen äkta insektsätare (Eulipotyphla) som tillhör däggdjuren. De är alltså, trots sitt namn, inte gnagare utan närmare släkt med igelkottar och mullvadar. De mäter ofta (huvud och bål) 6–10 cm, men stora kan nå 18 cm. Flimmernäbbmusen som ingår i familjen är ett av världens minsta däggdjur.
Näbbmössen har ett stort utbredningsområde och saknas bara i södra Sydamerika, Australien, Oceanien och Antarktis. Vintertid håller de ingen vinterdvala men kan tidvis falla i ett stelt tillstånd. Med några få undantag äter näbbmöss animalisk föda. Vissa arter har giftig saliv för att döda sina byten vilket är ovanligt för däggdjur. Beroende på klimat kan honor få en eller flera kullar per år med upp till tio ungar per kull.
Familjen omfattar omkring 350 arter uppdelade på cirka 25 släkten. Dessa brukar grupperas de tre underfamiljerna Crocidurinae, Myosoricinae och Soricinae.

## Utseende
Näbbmöss är små och har en undersätsig och muslik kroppsform samt långt utdragen och mycket rörlig nos. Extremiteterna är korta och fötterna har fem tår. Hos några arter som ofta vistas i vattnet eller i lös sand finns speciella hår på foten som har samma funktion som simhud. Andra arter har spetsiga klor. Kroppslängden ligger mellan 3,5 och 15 centimeter, sällsynt upp emot 18 cm, men merparten av arterna mäter mellan 6 och 10 centimeter. Svansens utseende skiljer sig mellan arterna, exempelvis har underjordiskt levande arter en påfallande kort svans. Vikten ligger vanligen mellan 3 och 18 gram, i undantagsfall upp till 65 gram. Flimmernäbbmusen (Suncus etruscus) är bara 3,5 till 5 centimeter lång och tävlar med trynfladdermusen (Craseonycteris thonglongyai) om rekordet som minsta däggdjuret i världen. Hanen, och hos vissa arter även honan, har på ömse sidor av kroppen en körtel som utsöndrar en starkt myskdoftande vätska. Vätskan används främst för markering av reviret men den kan kanske även fungera som ett skyddsmedel mot fiender, och kan kanske även fungera sexuellt stimulerande.[källa behövs]
Pälsen är fin, tät och sammetsmjuk. Färgen varierar mellan gulbrun och olika nyanser av grå, brun eller svart. Undersidan är vanligen ljusare än ryggen och hos en del arter finns en markant gräns mellan ovansidan och undersidan. Näbbmössens hjärta slår 800 till 1000 gånger per minut. Bäckenhalvorna är inte förenade på buksidan. Näbbmössens tarmkanal är mycket kort, endast 2 - 3 1/2 gånger längre än huvudet och bålen tillsammans.
Hjärnans vikt motsvarar hos näbbmöss ungefär 10 procent av hela kroppens vikt, för människan ligger värdet bara vid omkring 2 procent.

### Huvud och tänder

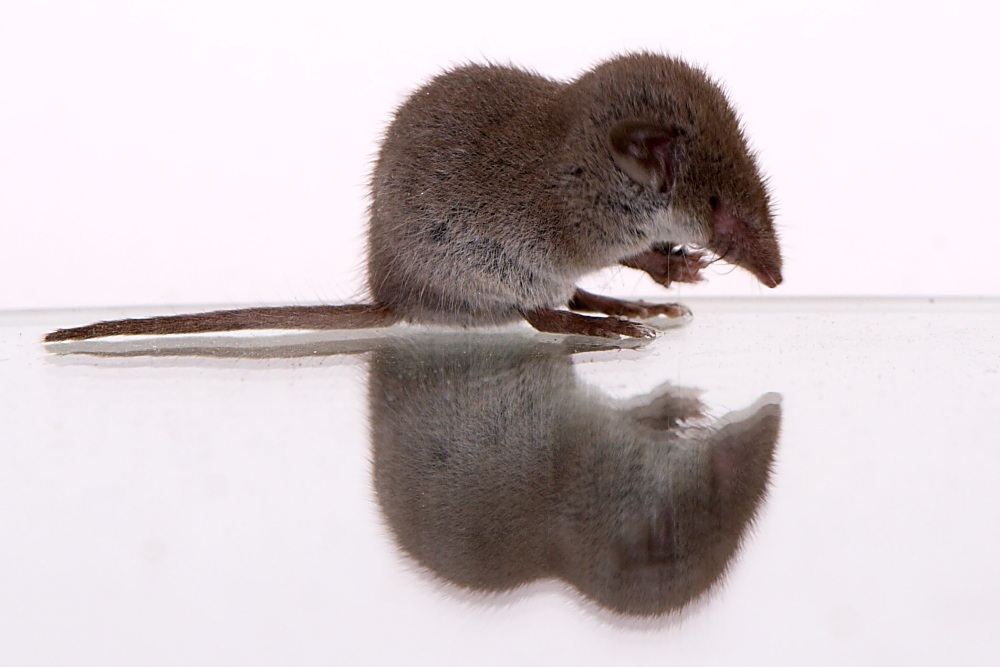
Trädgårdsnäbbmus (Crocidura suaveolens)

Kraniet är kägelformigt med tidigt försvinnande suturer och utan okbåge. Underkäken ledar mot tinningbenet genom en dubbel ledknapp. Ögonen är små, ibland gömda i pälsen, men aldrig (som hos många mullvadartade djur) hudbeklädda. Ytteröronen är ofta små.
De mellersta framtänderna har fått en från alla andra däggdjur avvikande form, försedda med taggar, och är större än de tänder som sitter längre bak. De äkta kindtänderna överensstämmer närmast med mullvadarnas. I var halva av överkäken finns högst tre framtänder, en hörntand, tre oäkta och tre äkta kindtänder. I underkäkhalvorna finns nästan alltid endast en framtand, en hörntand, en oäkta och tre äkta kindtänder. Hörntänderna är alltid mycket svagt utbildade. Mjölktänderna är tillbakabildade och endast undantagsvis förkalkade. Med 26 till 32 tänder har näbbmöss inte lika många tänder som andra äkta insektsätare. Hos underfamiljen Soricinae är järnoxider i tandemaljen ansvariga för en gul till rödaktig färg.
Bredvid snabelslidmössen är näbbmöss de enda högre däggdjuren som producerar gift. Några släkten (bland annat vattennäbbmöss och Blarina) framställer i salivkörtlarna giftet Blarinatoxin, BLTX. Därför kan de fälla större bytesdjur som groddjur och sorkar. En bett av sådana näbbmöss kan därför även av människor uppfattas som mycket smärtsamt.

### Sinnesförnimmelser
Luktsinnet är väl utvecklat till skillnad från hörseln och inte minst synen. Dessutom kan näbbmöss liksom fladdermöss och tandvalar undersöka sin omgivning med hjälp av ekolokalisering. De använder sina läten som reflekteras av olika föremål. Det har hittills inte klargjorts ifall de hittar sina byten genom ekolokalisering eller enbart andra sinnen.

## Utbredning och habitat

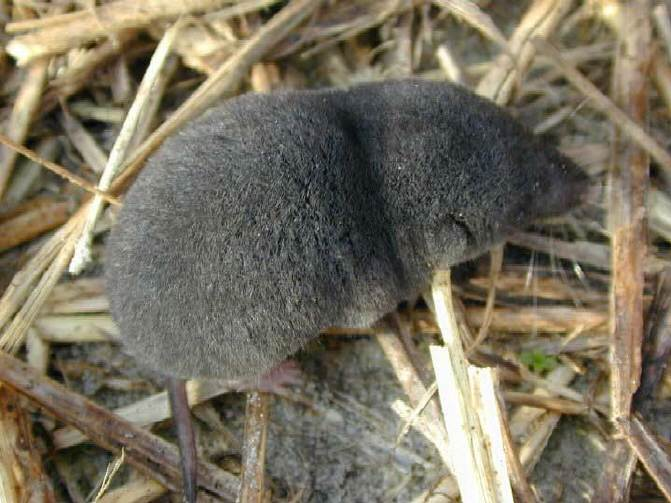
Blarina carolinensis förekommer i Nordamerika

Näbbmössen har en nästan världsvid utbredning, de förekommer i Eurasien, Afrika samt Nord- och Centralamerika. Familjen saknas endast i Sydamerika (med undantag av nordvästra hörnet), Australien, Polarregionerna, Oceanien och några andra avlägsna öar.
Näbbmöss lever i olika habitat men föredrar våta områden. De flesta arterna förekommer i skogar med många träd men näbbmöss finns även på gräsmark. Några specialister som Diplomesodon pulchellum och släktet Notiosorex är anpassade till halvöknar och öknar.

## Beteende

### Allmänt
I sina rörelser är näbbmössen livliga och snabba. Flera medlemmar vistas såväl på torr som på fuktig mark. En del släkten som vattennäbbmöss, Chimarrogale och Nectogale elegans är anpassade till ett akvatiskt levnadssätt. Även på mark levande arter är ofta skickliga simmare. Dessutom finns släkten som Anourosorex och Surdisorex som gräver underjordiska gångar, därför är deras främre fötter förstorade och utrustade med klor.
Individer av familjen lever utanför parningstiden vanligen ensam och de undviker kontakt med varandra. Bara släktet Cryptotis har ett mera socialt levnadssätt. Det antas att de flesta har egna revir som markeras med körtelvätska.
När de är aktiva beror oftast på arten, dag- och nattaktiva arter förekommer. Som viloplatser gräver de egna bon eller övertar bon som gjorts av andra djur. Ibland söker de skydd i bergssprickor eller håligheter i marken. Ofta bolstras bon med löv, gräs eller andra växtdelar. Några kulturföljare har sina bon i människans byggnader. Näbbmöss ligger inte i vinterdvala men ibland faller de i ett stelt tillstånd (torpor). Man ser ofta deras spår i snön. Lätet är ett mycket fint pipande eller kvittrande.

### Föda
Sin föda hämtar näbbmöss nästan uteslutande ur djurriket. De äter vanligen ryggradslösa djur som insekter och deras larver, eller daggmaskar. Ibland fäller de större bytesdjur som små möss, groddjur och fiskar. Därför använder vissa arter gift. Om de får tillfälle dödar de byten som har dubbel storlek i jämförelse med näbbmusen själv, till exempel sorkar och ormar. I viss mån har de växtdelar som föda, till exempel frön och nötter.
Näbbmössen är mycket aktiva och medlemmar av några släkten (bland annat Sorex) äter på ett dygn mera föda än vad deras egen kropp väger. Det beror på deras höga ämnesomsättning. Hos individer som känner sig hotade slår hjärtat 1200 gånger per minut. Om de inte får mat hungrar de snabbt ihjäl. På hösten påträffas mycket ofta döda näbbmöss utan spår av yttre skada. Dessa har oftast omkommit på grund av otillräcklig näringstillgång.
Hos några arter av släktena Sorex, Notiosorex och Crocidura dokumenterades koprofagi - de upptar på så sätt mer vitamin B och K.

### Fortplantning
Honan har förmåga att para sig flera gånger per år men i kalla områden bara under den varma årstiden. En hona kan para sig med flera hannar när hon är parningsberedd. Efter dräktigheten som varar tre till fyra veckor (17 till 32 dagar) föds 5 till 10 ungar, som är blinda och nakna och har öronen tillslutna, men de växer fort. Efter 7 till 24 dagar öppnar de ögonen för första gången. Hos underfamiljen Crocidurinae förekommer ibland karavaner med flera individer som vandrar till nya revir. De biter varandra i pälsen vid svansroten och håller på så sätt ihop. Ungarna diar vanligen två till fyra veckor och redan efter två till tre månader är ungarna könsmogna. Näbbmöss blir i naturen i genomsnitt två år gamla, sällan 30 månader. Den äldsta individen i fångenskap blev fyra år gammal.

## Naturliga fiender
Somliga djur, såsom katt, hund, räv och mård, dödar visserligen näbbmössen, men äter dem inte. Deras svåraste fiender är antagligen vissa ugglor som, att döma av undersökningar av de spybollar som dessa fåglar uppstöter, i stor utsträckning lever på näbbmöss.

## Näbbmöss och människor

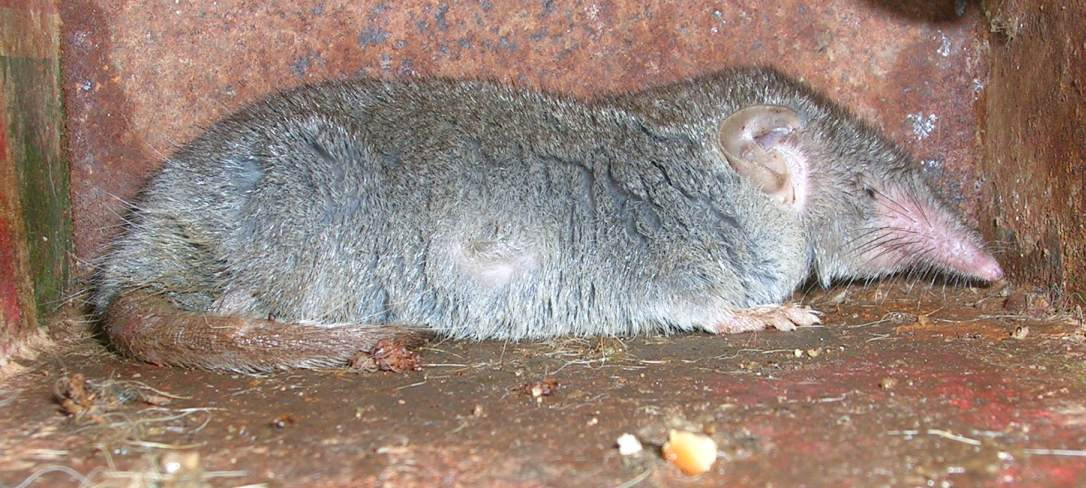
Suncus murinus ökade som kulturföljare sitt utbredningsområde

Det finns ingen näbbmusart som nyttjas av människan och de betraktas inte heller som skadedjur. Även som sällskapsdjur saknar de betydelse. I en del kulturer fick näbbmöss ett dåligt rykte på grund av de smärtsamma bett som de åstadkommer. Till exempel syftar det engelska namnet, shrews, på ett klokt men skurkaktigt temperament.
Arterna hotas idag främst av förstöringen av levnadsområdet samt av introducerade fiender. Därför är arter som lever på mindre öar särskild hotade. Troligen var människan ansvarig för utdöendet av släktet Nesiotites som förekom för några tusen år sedan på öar i Medelhavet. Idag listar IUCN 14 arter som akut hotade (critically endangered) och ytterligare 71 arter som starkt hotade (endangered), dessutom saknas för flera arter informationer om beståndets storlek och utveckling. Å andra sidan finns några kulturföljare i familjen, till exempel Suncus murinus, som ökade sitt utbredningsområde.
Vid vissa ställen fick näbbmöss kulturhistorisk betydelse. I forntida Egypten, särskild i senare dynastier, betraktades de som manifestation av guden Horus, de blev ibland mumifierade. Näbbmössens läten liknar det kinesiska ordet för pengar. Enligt kinesiskt skrock betyder en näbbmus i huset att ägaren får nya ekonomiska tillgångar. Vissa kroppsdelar av pansarnäbbmusen har enligt afrikanskt skrock magiska egenskaper.

## Systematik

### Yttre systematik
Trots namnet är näbbmöss inga möss och dessa djurgrupper är inte heller nära släkt med varandra.
Näbbmössen räknas idag vanligen till ordningen äkta insektsätare (Eulipotyphla). Ordningen är resten av den upplösta ordningen insektsätare (Insectivora). Även i den kvarvarande ordningen är de taxonomiska förhållanden omstridd. Inte heller molekylärbiologiska undersökningar gav entydiga svar och därför finns olika teorier. Som systergrupp antas av vissa zoologer mullvadsdjuren (Talpidae) och av andra igelkottarna (Erinaceidae), även snabelslidmössen betraktas som släktingar men mera på långt håll.

### Inre systematik

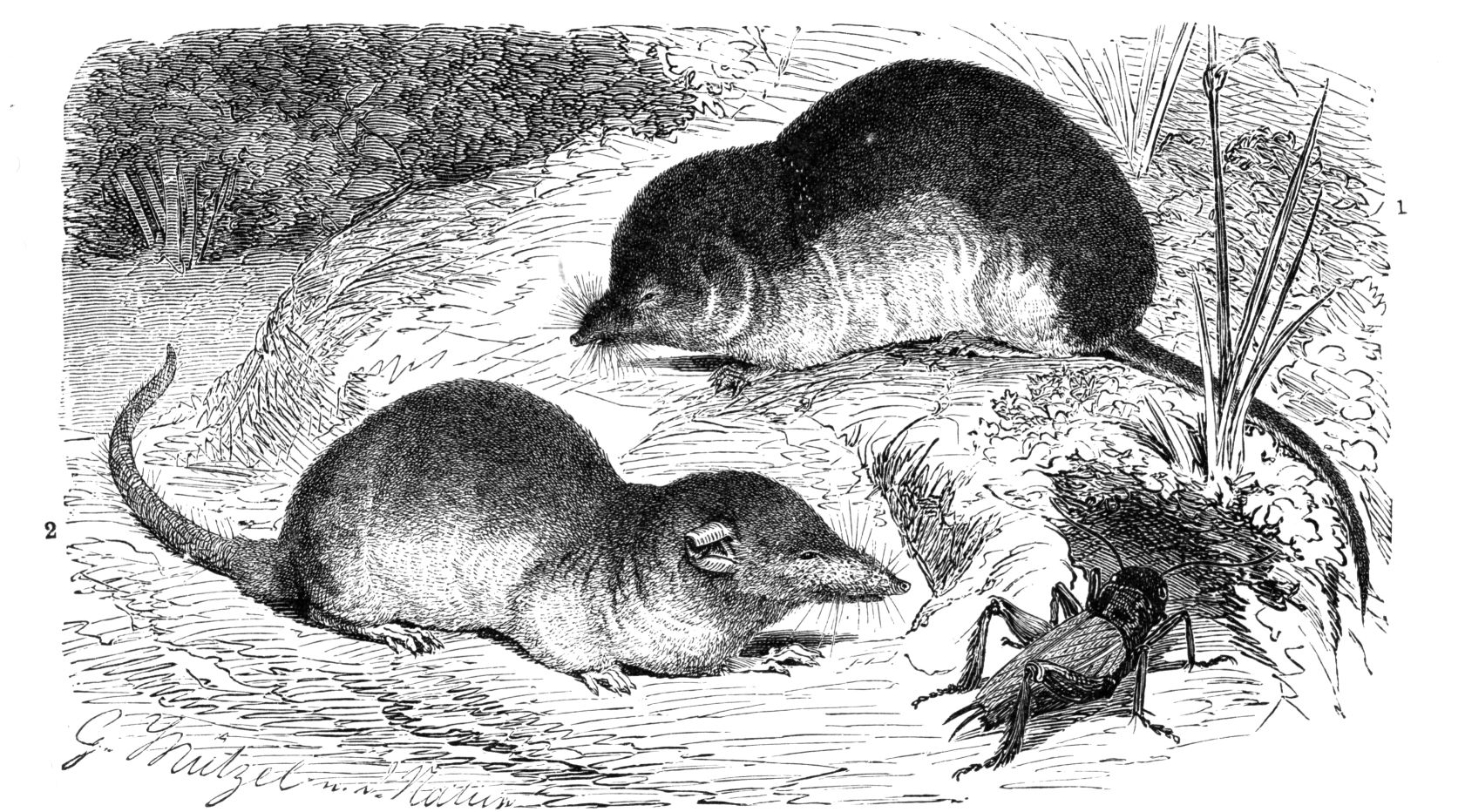
Vanlig näbbmus (längre bak) tillhör underfamiljen Soricinae medan husnäbbmus (längre fram) listas till underfamiljen Crocidurinae, teckning från "Djurens liv" av Alfred Brehm.

Familjen delas idag i tre underfamiljer med tillsammans cirka 25 släkten och 350 arter.

#### Underfamilj Crocidurinae
Medlemmar i denna underfamilj kännetecknas av vit tandemalj och extra långa hår (utöver pälsen) vid svansen och bakkroppen. Tändernas antal (26 till 28) är mindre än hos underfamiljen Soricinae.
Arterna lever bara i Gamla världen, i Eurasien och Afrika. Det största antalet arter finns i centrala Afrika. Här listas alla släkten enligt Wilson & Reeder (2005).
- Släktet Crocidura är med omkring 170 arter ett av de största däggdjurssläkten med hänsyn till artrikedom. De flesta lever i Afrika och Sydostasien. I Centraleuropa förekommer fältnäbbmusen (C. leucodon), husnäbbmusen (C. russula) och trädgårdsnäbbmusen (C. suaveolens).
- Diplomesodon pulchellum lever i stäpp och halvöknar i södra Ryssland och Centralasien.
- Feroculus feroculus finns likaså bara på Sri Lanka.
- Släktet Paracrocidura har tre arter som har en kännetecknande skalle. De lever i centrala Afrika.
- Ruwenzorisorex suncoides finns i Ruwenzoribergen i Afrika.
- Pansarnäbbmusens (Scutisorex somereni) ryggrad är mycket uthärdig.
- Solisorex pearsoni är endemisk på Sri Lanka.
- I släktet Suncus finns 15 arter som lever i Sydeuropa, Afrika samt södra och sydöstra Asien. Arterna har en yvig svans. Kända medlemmar är flimmernäbbmusen (S. etruscus) som är ett av de minsta däggdjuren överhuvudtaget och Suncus murinus som avsöndrar en myskluktande vätska.
- Släktet Sylvisorex har cirka 10 arter som lever i skogar i centrala och södra Afrika. De har en lång och mjuk päls.

#### Underfamilj Myosoricinae
Arterna i denna underfamilj listades tidigare till Crocidurinae. De kännetecknas av en tredje premolar i underkäken och andra skillnader i skallens konstruktion. Myosoricinae lever i centrala och södra Afrika.
Släktena är:
- De tre medlemmarna av släktet Congosorex räknades tidigare till Myosorex. Två arter upptäcktes under 2000-talet.
- I släktet Myosorex finns 14 arter som föredrar våta skogar.
- Släktet Surdisorex med två arter är endemiskt i Kenyas bergsregioner 3000 meter över havet. De har en kort svans och lever delvis underjordisk.

#### Underfamilj Soricinae
Underfamiljen kännetecknas av en rödaktig eller gul tandemalj. De har största antalet tänder (30 till 32) av alla näbbmössen.
Underfamiljens tribus och släkten är:
- Tribus Anourosoricini
  - Arter i släktet Anourosorex har klor vid framfötterna och ögonen finns bara rudimentärt. De liknar mullvadar i levnadssättet och förekommer i östra och sydöstra Asien.
- Tribus Blarinellini
  - Medlemmar av släktet Blarinella lever främst underjordisk. De finns i södra Kina och norra Myanmar.
- Tribus Blarinini
  - De fyra arterna i släktet Blarina lever i södra Kanada och USA. De gräver vanligen underjordiska bon.
  - I släktet Cryptotis finns cirka 30 arter som förekommer i nästan hela Amerika. De är mer sociala än andra näbbmöss och lever i grupper.
- Tribus Nectogalini
  - Liksom vattennäbbmöss är släktet Chimarrogale anpassad till ett akvatiskt levnadssätt. Arterna lever i östra Asien.
  - Chodsigoa har åtta arter som främst lever i Kina.
  - Fyra arter från våtmarker i Asien listas i släktet Episoriculus.
  - Nectogale elegans har simhud mellan tårna. Den lever i södra Kina och Himalaya. Troligtvis äter den små fiskar.
  - Vattennäbbmöss (Neomys) har tre arter som lever i Europa och västra Asien. De hittar sin föda främst i vattnet. Vattennäbbmusen (Neomys fodiens) förekommer bland annat i Skandinavien.
  - Släktet Nesiotites fanns för några tusen år med tre arter på öar i Medelhavet men är idag utdött.
  - Soriculus nigrescens finns i Himalaya.
- Tribus Notiosoricini
  - Megasorex gigas lever i skogar och halvöknar i sydvästra Mexiko.
  - Släktet Notiosorex förekommer med fyra arter i torra regioner av sydvästra USA och norra Mexiko.
- Tribus Soricini
  - Släktet Sorex bildas av omkring 80 arter. De har en lång svans, små öron och förekommer i Eurasien och Nordamerika. Kända arter är vanlig näbbmus (Sorex araneus), dvärgnäbbmus (S. minutus), mindre dvärgnäbbmus (S. minutissimus), taiganäbbmus (S. isodon) och lappnäbbmus (S. caecutiens).

### Utvecklingshistoria
De äldsta fossila näbbmössen hittades i Nordamerika och Europa och dateras till senare eocen. Under oligocen nådde de fram till Asien och Afrika. Vid denna tid fanns underfamiljerna Crocidosoricinae och Heterosoricinae. Tidiga fossil från Sydamerika finns först från pleistocen.